# Măng cụt
Măng cụt (danh pháp hai phần: Garcinia mangostana) hay còn được gọi là quả tỏi ngọt, là một loài cây thuộc họ Bứa, bộ Sơ ri. Nó cũng là loại cây nhiệt đới thường xanh cho quả ăn được, có nguồn gốc từ các đảo quốc Đông Nam Á. Nguồn gốc của nó là không chắc chắn do việc trồng trọt thời tiền sử rộng rãi. Nó mọc chủ yếu ở Đông Nam Á, Tây Nam Ấn Độ và các khu vực nhiệt đới khác như Colombia, Puerto Rico và Florida, nơi cây đã được giới thiệu. Cây cao từ 6 đến 25 m (19,7 đến 82,0 ft). Quả khi chín có vỏ ngoài dày, màu đỏ tím đậm, vỏ không ăn được. Ruột trắng ngà, mọng nước, hơi xơ và chia thành nhiều múi, một quả có thể chứa khoảng 4, 8 múi, rất hiếm khi có 3 hay 9 múi. Quả có vị chua ngọt thanh thanh và có mùi thơm thu hút. Trong mỗi quả, phần thịt có mùi thơm ăn được bao quanh mỗi hạt là vỏ quả trong thực vật, tức là lớp bên trong của bầu nhụy. Hạt có hình quả hạnh và kích thước nhỏ.
Tỏi ngọt thuộc cùng một chi với các loại trái cây khác, ít được biết đến hơn, chẳng hạn như măng cụt nút (G. prainiana) hoặc charichuelo (G. madruno).

## Lịch sử
Măng cụt là một loại cây bản địa ở Đông Nam Á. Được đánh giá cao nhờ độ ngon ngọt, kết cấu tinh tế và hương vị chua và ngọt thanh, măng cụt đã được trồng ở bán đảo Mã Lai, Borneo, Sumatra, bán đảo Đông Dương và Philippines từ thời cổ đại. Theo ghi chép của Trung Quốc vào thế kỷ 15 là Doanh nhai thắng lãm, măng cụt được gọi là mang-chi-shih (có nguồn gốc từ tiếng Mã Lai manggis), một loài thực vật bản địa ở Đông Nam Á, thịt trắng với vị chua ngọt rất ngon.

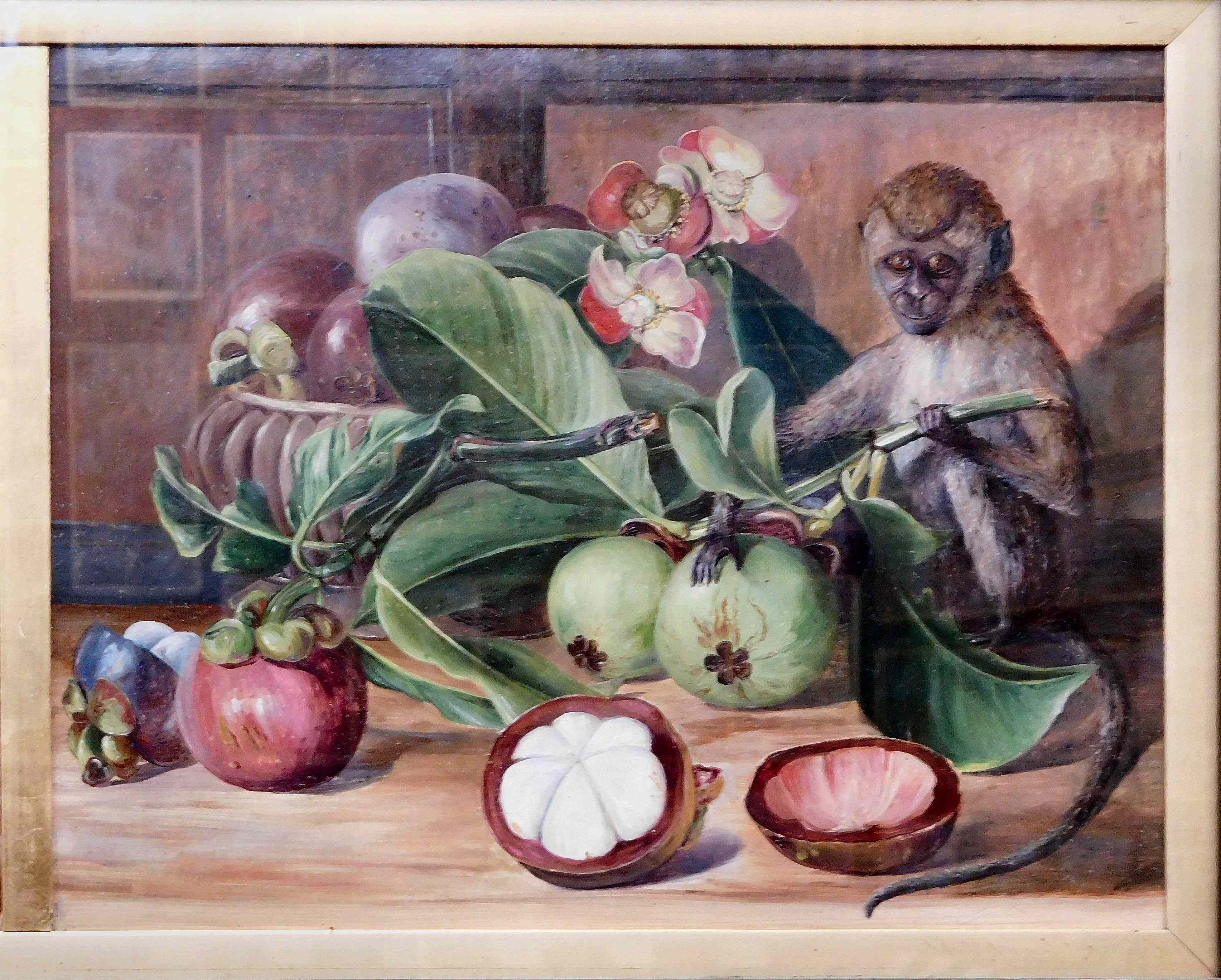
Hoa, quả măng cụt và con khỉ Singapore của Marianne North, trước năm 1890

Mô tả về măng cụt được Linnaeus đưa vào Species Plantarum vào năm 1753. Măng cụt được đưa vào trồng trong nhà kính ở Anh vào năm 1855. Sau đó, việc trồng nó được đưa sang Tây bán cầu, nơi nó được trồng ở quần đảo Tây Ấn, đặc biệt là Jamaica. Sau đó, nó được trồng ở nhiều vùng Trung Mỹ như Guatemala, Honduras, Panama và Ecuador. Cây măng cụt nói chung không phát triển tốt khi trồng ngoài vùng nhiệt đới.
Ở Đông Nam Á, măng cụt thường được gọi là "Nữ hoàng của các loại trái cây" và thường được ghép với sầu riêng, "Vua của các loại trái cây". Trong thực liệu Trung Hoa, măng cụt được coi là "có tính mát", là đối trọng tốt với sầu riêng "có tính nhiệt". Cũng có truyền thuyết về việc Victoria của Anh tặng thưởng 100 bảng Anh cho bất kỳ ai có thể mang trái cây tươi cho bà. Mặc dù truyền thuyết này có thể được bắt nguồn từ một ấn phẩm năm 1930 của nhà thám hiểm trái cây David Fairchild, nó không được chứng minh bởi bất kỳ tài liệu lịch sử đã biết nào.
Nhà báo và người sành ăn R. W. Apple Jr. đã từng nói về loại trái cây này như sau: "Đối với tôi, không có loại trái cây nào khác lại hấp dẫn đến say đắm như là măng cụt... Tôi thà ăn một quả hơn là một chiếc bánh su kem nóng hổi dành cho một cậu bé Ohio to lớn." Kể từ năm 2006, các đơn đặt hàng măng cụt trồng ở Puerto Rico với số lượng nhỏ đã được bán cho các cửa hàng thực phẩm đặc sản của Mỹ và các nhà hàng dành cho người sành ăn phục vụ các phần thịt như một món tráng miệng ngon.
Ngày nay, măng cụt có mặt khắp Đông Nam Á, Ấn Độ, Myanmar cũng như ở Sri Lanka, Philippines. Ở Việt Nam, măng cụt được các nhà truyến giáo đạo Kitô di thực vào miền Nam Việt Nam rồi trồng nhiều ở các tỉnh Tây Ninh, Gia Định, Thủ Dầu Một của Việt Nam. Ở đây, do khí hậu cũng nóng ấm nên cây dễ mọc. Cây không tiến được lên miền Bắc lạnh hơn, xa nhất chỉ đến Huế.

## Nhân giống, trồng trọt và thu hoạch
Măng cụt thường được nhân giống bằng cách ươm mầm từ hạt. Nhân giống sinh dưỡng khó hơn, ươm mầm từ hạt thì cây con cứng cáp hơn và ra quả sớm hơn cây nhân giống sinh dưỡng.
Hạt măng cụt là hạt phản loạn mà không phải là một hạt giống thực sự theo định nghĩa chính xác. Nó được mô tả là một phôi vô tính có noãn. Vì sự hình thành hạt không liên quan đến thụ tinh hữu tính, nên cây con về mặt di truyền với cây mẹ. Nếu để khô, hạt sẽ chết nhanh chóng nhưng nếu ngâm nước, hạt mất từ 14 đến 21 ngày để nảy mầm. Khi đó, cây con có thể được trồng trong vườn ươm khoảng 2 năm khi trồng trong chậu nhỏ.
Khi cây cao khoảng 25–30 cm (10–12 in), chúng được cấy ra vườn và cách nhau 20–40 m (66–131 ft). Sau khi trồng, vườn được phủ đất để kiểm soát cỏ dại. Việc cấy chuyển diễn ra vào mùa mưa vì cây non có khả năng bị ảnh hưởng xấu do hạn hán. Vì cây non cần bóng râm nên cần trồng xen với chuối, chuối lá, chôm chôm, sầu riêng hoặc dừa. Lá dừa chủ yếu được sử dụng ở những nơi có mùa khô kéo dài vì cọ cũng tạo bóng mát cho cây măng cụt trưởng thành. Một ưu điểm khác của việc trồng xen khi trồng măng cụt là hạn chế được cỏ dại.
Sự phát triển của cây sẽ bị chậm lại nếu nhiệt độ dưới 20 °C (68 °F). Khoảng nhiệt độ lý tưởng để sinh trưởng và ra quả là 25–35 °C (77–95 °F) với độ ẩm tương đối trên 80%. Nhiệt độ tối đa là 38–40 °C (100–104 °F), cả lá và quả đều dễ bị cháy xém và cháy nắng, trong khi nhiệt độ tối thiểu là 3–5 °C (37–41 °F). Cây non ưa bóng râm cao và cây trưởng thành chịu bóng.
Cây măng cụt có bộ rễ yếu, ưa đất sâu, thoát nước tốt, độ ẩm cao, thường mọc ở ven sông. Cây măng cụt không thích nghi với đất đá vôi, đất cát pha, phù sa hoặc đất cát pha có hàm lượng chất hữu cơ thấp. Cây măng cụt cần lượng mưa phân bố tốt trong năm (<40 mm/tháng) và mùa khô 3–5 tuần.
Cây măng cụt nhạy cảm với nguồn nước và lượng phân bón đầu vào tăng theo tuổi cây bất kể trồng vùng nào. Quá trình trưởng thành của trái măng cụt mất 5–6 tháng, thu hoạch khi vỏ trái có màu tím.

### Nhân giống
Trong nhân giống măng cụt, việc chọn gốc ghép và tiến hành ghép là những vấn đề quan trọng để khắc phục những hạn chế đối với sản xuất, thu hoạch hoặc tính thời vụ. Hầu hết các nguồn gen để nhân giống đều nằm trong các tap hợp chất mầm nguyên sinh ở một số loài hoang dã được trồng ở Malaysia và Philippines. Phương pháp bảo tồn được lựa chọn vì việc bảo quản hạt trong điều kiện nhiệt độ thấp và khô không thành công.
Do thời gian dài cho đến khi cây ra quả và chu kỳ nhân giống kéo dài nên việc nhân giống măng cụt không hấp dẫn để cấy ghép hoặc nghiên cứu. Các mục tiêu nhân giống có thể nâng cao sản lượng măng cụt bao gồm:
- Khả năng chịu hạn, đặc biệt nhạy cảm với hạn trong 5 năm đầu sau khi nảy mầm
- Kiến trúc cây để tạo ra một cây có tán đều đặn và hình kim tự tháp
- Chất lượng trái cây bao gồm i) khắc phục các thành phần có vị đắng do thay đổi trong cùi, lớp vỏ ngoài hoặc lớp áo hạt và ii) nứt vỏ do hút quá nhiều nước
- Gốc ghép để cải thiện khả năng thích ứng với hạn hán và phát triển mạnh mẽ trong những năm đầu sinh trưởng

### Năng suất
Cây măng cụt có thể cho trái ít nhất là 6 năm nhưng có thể cần 12 năm hoặc hơn, tùy thuộc vào khí hậu và phương pháp canh tác. Năng suất măng cụt có thể thay đổi, phụ thuộc vào khí hậu và tuổi cây. Nếu cây non lần đầu tiên có thể cho 200–300 quả, trong khi khi trưởng thành, trung bình 500 quả mỗi mùa. Ở độ tuổi 30 đến 45 khi trưởng thành, mỗi cây có thể cho đến 3.000 quả. Có những cây 100 năm tuổi vẫn còn cho quả.

### Sản xuất theo khu vực
Sản lượng măng cụt chủ yếu xuất hiện ở Đông Nam Á, chủ yếu ở Thái Lan là nước có diện tích trồng nhiều nhất, ước tính khoảng 4.000 ha năm 1965 và 11.000 ha năm 2000 với tổng sản lượng 46.000 tấn. Indonesia, Malaysia và Philippines là những nhà sản xuất lớn khác của châu Á. Sản xuất măng cụt ở Puerto Rico đang thành công nhưng bất chấp nhiều thập kỷ cố gắng, không có sản lượng lớn nào được sản xuất ở Quần đảo Caribe, Nam Mỹ, Florida, California, Hawaii hoặc bất kỳ lục địa nào ngoài Châu Á.

### Bệnh và sâu bệnh

#### Các bệnh và sâu bệnh thường gặp
Các mầm bệnh tấn công cây măng cụt thường gặp ở các cây nhiệt đới khác. Các loại bệnh có thể được chia thành các bệnh từ lá, quả, thân và các bệnh truyền qua đất.
Bệnh cháy lá do Pestalotiopsis (Pestalotiopsis flagisettula (chỉ được xác định ở Thái Lan)) là một trong những bệnh lây nhiễm đặc biệt là trên lá non. Hơn nữa, mầm bệnh còn làm thối trái trước và sau khi thu hoạch. Bệnh thối thân và chết đi kèm theo là do mầm bệnh gây ra. Một số triệu chứng của bệnh thối thân là tách cành, chảy mủ và phồng rộp vỏ cây. Các khu vực chính mà bệnh được quan sát thấy là Thái Lan, Malaysia và Bắc Queensland.
Một loại bệnh phổ biến khác là bệnh cháy chỉ hoặc bệnh cháy lá chỉ trắng (Marasmiellus scandens) trong khi tên này xuất phát từ sợi nấm giống như sợi chỉ. Lá, cành và cành cũng có thể bị tổn thương do bệnh. Bào tử phát tán nhờ sự trợ giúp của gió, hạt mưa và côn trùng và phát triển mạnh trong điều kiện râm, ẩm ướt.
Một loại bệnh quan trọng sau thu hoạch ảnh hưởng đến măng cụt đặc biệt là ở Thái Lan được gọi là bệnh thối trái do nấm Candidia (Ganoderma theobromae). Chúng là mầm bệnh thứ cấp, xâm nhập vào cây ký chủ qua vết thương.
Phellinus noxius sống trên rễ và thân cây gây ra bệnh nâu rễ, tên gọi bắt nguồn từ sự xuất hiện của các hạt đất liên kết sợi nấm. [18] Sự phân bố của nấm xảy ra khi tiếp xúc với gỗ bị nhiễm bệnh hoặc sợi nấm dạng rễ dày trên gốc cây.
Có một số loài gây hại ăn lá và trái măng cụt bao gồm sâu ăn lá (Stictoptera sp.), sâu ăn lá theo đường (Phyllocnictis citrella) và sâu đục quả (Curculio sp.). Đặc biệt trong vườn ươm, giai đoạn ấu trùng của sâu ăn lá có thể gây hại trên lá non nhưng có thể quản lý được bằng các chất phòng trừ sinh học. Giai đoạn sâu non của sâu đục quả (Curculio sp.) Ăn các bộ phận khác nhau của quả trước khi chín.

#### Các biện pháp kiểm soát dịch bệnh và sâu bệnh
Các phương án quản lý khác nhau có thể được áp dụng để kiểm soát bệnh trên cây măng cụt.
- Biện pháp ức chế cháy nắng để giảm thiểu bệnh cháy lá, thối thân.
- Giảm vết thương do côn trùng và thiệt hại do bão để giảm thiểu tỷ lệ bệnh tật.
- Thay đổi vi khí hậu do khoảng cách cây và tỉa cành.
- Hóa chất bôi vào cổ rễ và gốc cây để phòng trừ bệnh hại rễ.
- Thuốc diệt nấm để kiểm soát nấm bệnh.
- Thiên địch hoặc thuốc trừ sâu để kiểm soát côn trùng.

## Cây và quả

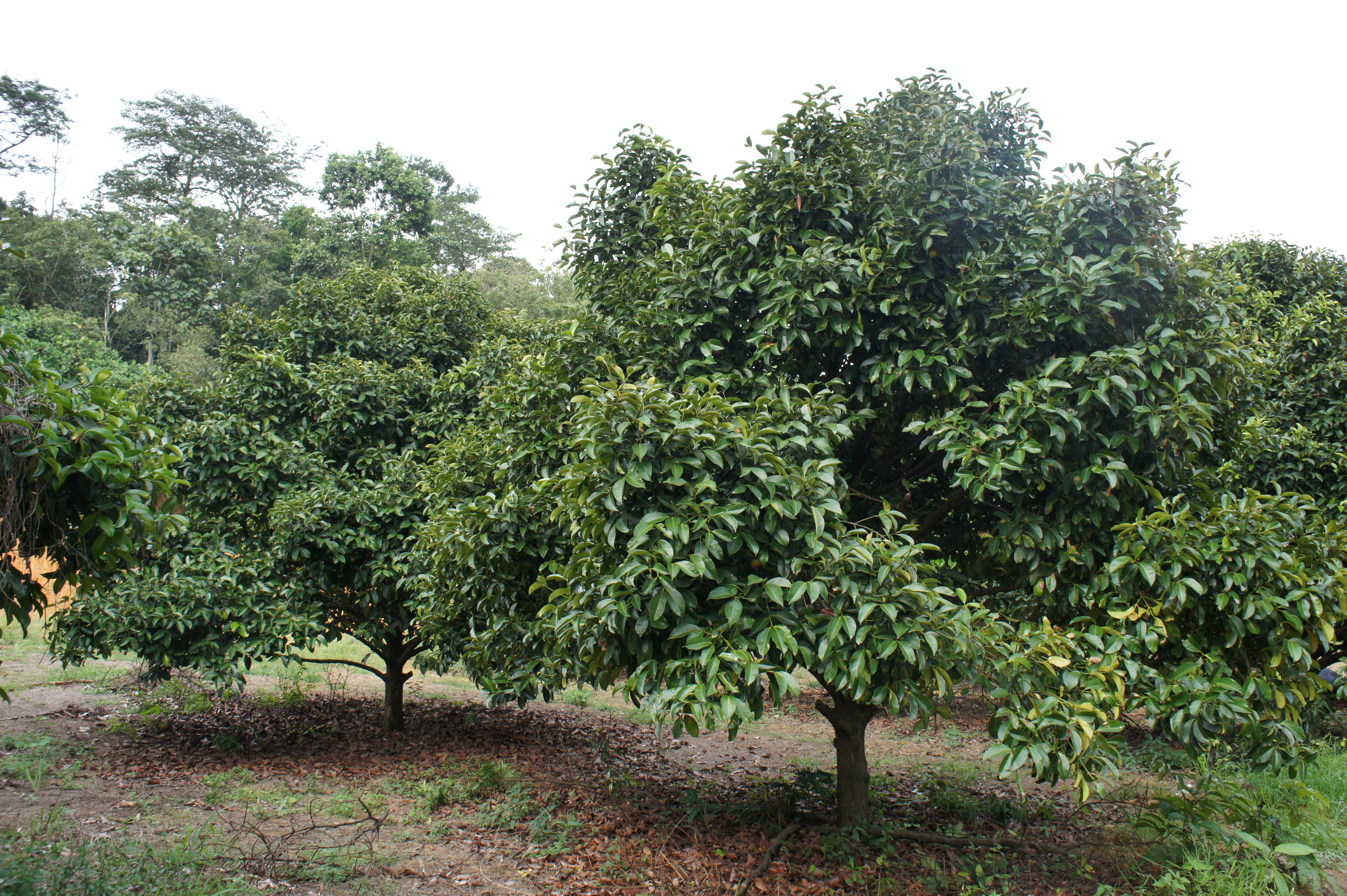
Cây măng cụt

Là cây nhiệt đới, măng cụt phải được trồng trong điều kiện ấm áp nhất quán vì tiếp xúc với nhiệt độ dưới 0 °C (32 °F) trong thời gian dài thường sẽ làm chết cây trưởng thành. Chúng được biết là có khả năng phục hồi sau những đợt lạnh ngắn khá tốt, thường chỉ bị tổn thương ở những con non. Các nhà làm vườn có kinh nghiệm đã trồng loài này ngoài trời và làm chúng ra quả ở cực nam Florida.
Trái măng cụt non, không cần thụ tinh để hình thành (xem phần tiếp hợp vô tính). Ban đầu, quả có màu xanh lục nhạt hoặc gần như trắng trong bóng râm của tán. Khi quả lớn lên trong vòng hai đến ba tháng tiếp theo, màu sắc bên ngoài chuyển dần sang màu xanh đậm hơn. Trong giai đoạn này, quả tăng kích thước cho đến khi đường kính ngoài của nó khoảng 6–8 cm (2,4–3,1 in), vẫn cứng cho đến giai đoạn cuối cùng, chín đột ngột.
Hóa học dưới bề mặt của vỏ măng cụt bao gồm một loạt các polyphenol với các xanthone và tannin, đảm bảo độ se lại, ngăn chặn sự xâm nhập của côn trùng, nấm, vi rút thực vật, vi khuẩn và động vật ăn thịt khi trái chưa trưởng thành. Sự thay đổi màu sắc và sự mềm đi của hạt là quá trình chín tự nhiên cho thấy quả có thể ăn được và hạt đã phát triển xong.
Một khi trái măng cụt đang phát triển ngừng nở ra, quá trình tổng hợp chất diệp lục sẽ chậm lại khi giai đoạn màu tiếp theo bắt đầu. Ban đầu có vệt đỏ, sắc tố ngoài chuyển từ xanh sang đỏ sang tím sẫm báo hiệu giai đoạn chín cuối cùng. Toàn bộ quá trình này diễn ra trong khoảng thời gian mười ngày khi chất lượng ăn được của trái cây đạt đến đỉnh điểm. Qua những ngày sau khi hái khỏi cây, lớp vỏ cứng lại ở một mức độ tùy thuộc vào việc xử lý sau thu hoạch và điều kiện bảo quản xung quanh, đặc biệt là mức độ ẩm tương đối. Nếu độ ẩm môi trường xung quanh cao, sự đông cứng của vỏ quả có thể mất một tuần hoặc lâu hơn khi chất lượng thịt đạt đỉnh. Tuy nhiên, sau vài ngày bảo quản, đặc biệt nếu không được làm lạnh, phần thịt bên trong quả có thể bị hư hỏng mà không có bất kỳ dấu hiệu bên ngoài rõ ràng nào. Do đó, việc sử dụng độ cứng của vỏ làm chỉ báo độ tươi trong hai tuần đầu tiên sau khi thu hoạch là không đáng tin cậy vì vỏ không tiết lộ chính xác tình trạng bên trong của thịt. Nếu vỏ quả mềm và có năng suất như khi chín và tươi từ cây thì quả thường tốt.
Phần thịt ăn được của quả măng cụt có hình dạng và kích thước tương tự như quả quýt đường kính 4–6 cm (1,6–2,4 in) và có màu trắng. Số lượng các múi quả tương ứng chính xác với số lượng thùy nhụy trên mô phân sinh ngoài; do đó, số lượng các múi thịt nhiều hơn cũng tương ứng với ít hạt nhất. Vòng tròn của các múi hình nêm chứa 4–8, hiếm khi có 9 múi,(Có thể biết số múi khi nhìn vào đáy quả) những múi lớn hơn chứa hạt tiếp hợp vô tính không ngon trừ khi rang. Là một loại trái cây không chín kiểu hô hấp bộc phát, một quả măng cụt sau khi hái sẽ không chín thêm, vì vậy phải được tiêu thụ ngay sau khi thu hoạch.
Thường được mô tả như một món ngon tinh tế, thịt có mùi thơm đặc biệt nhẹ, về mặt định lượng có khoảng 1/400 thành phần hóa học của trái thơm, giải thích cho sự dịu nhẹ tương đối của nó. Các thành phần dễ bay hơi chính có hương caramel, cỏ và bơ như một phần của hương thơm măng cụt là hexyl axetat, hexenol và α-copaene.

### Hình ảnh

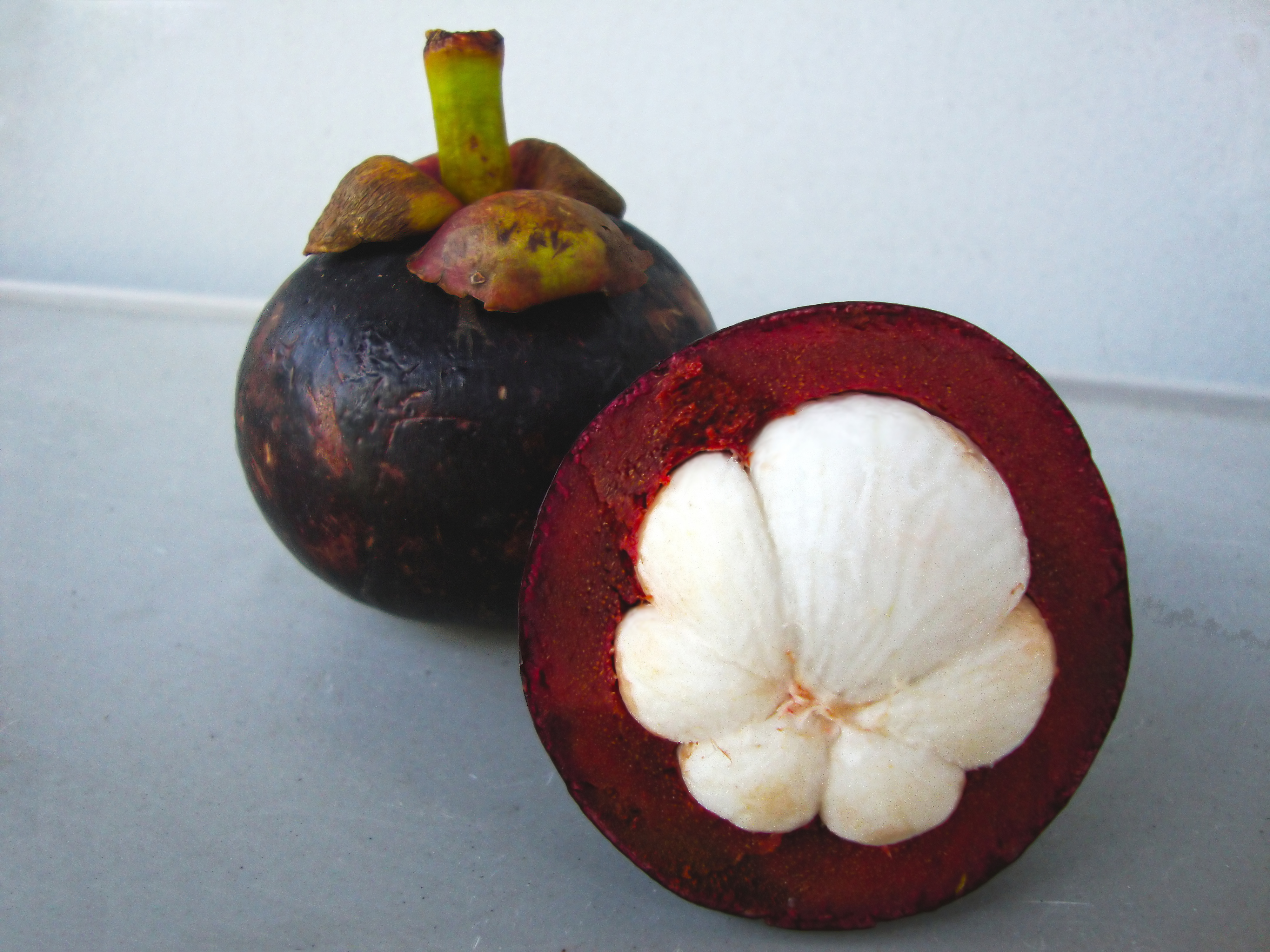
Quả măng cụt (Garcinia mangostana)
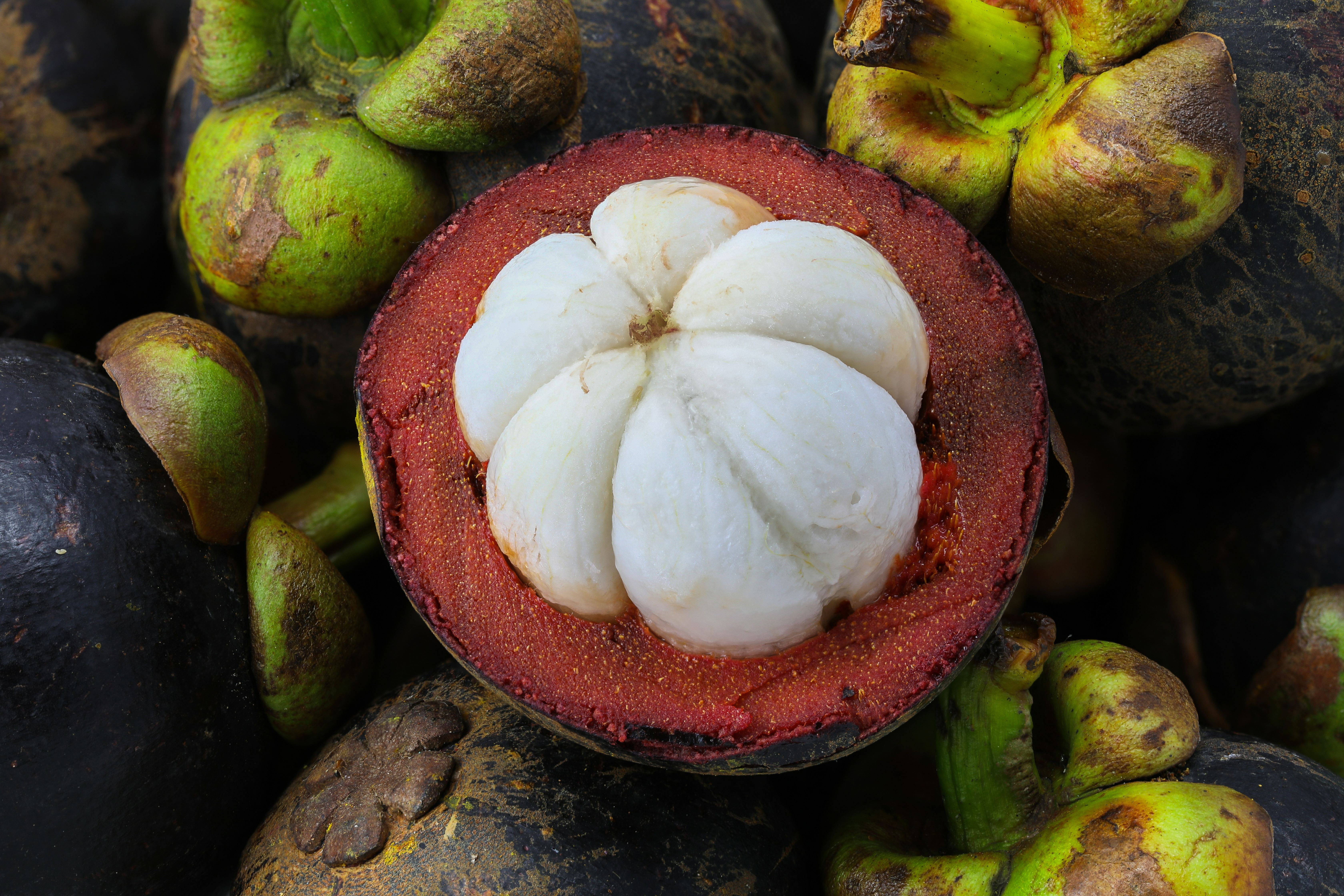
Quả măng cụt đã bổ
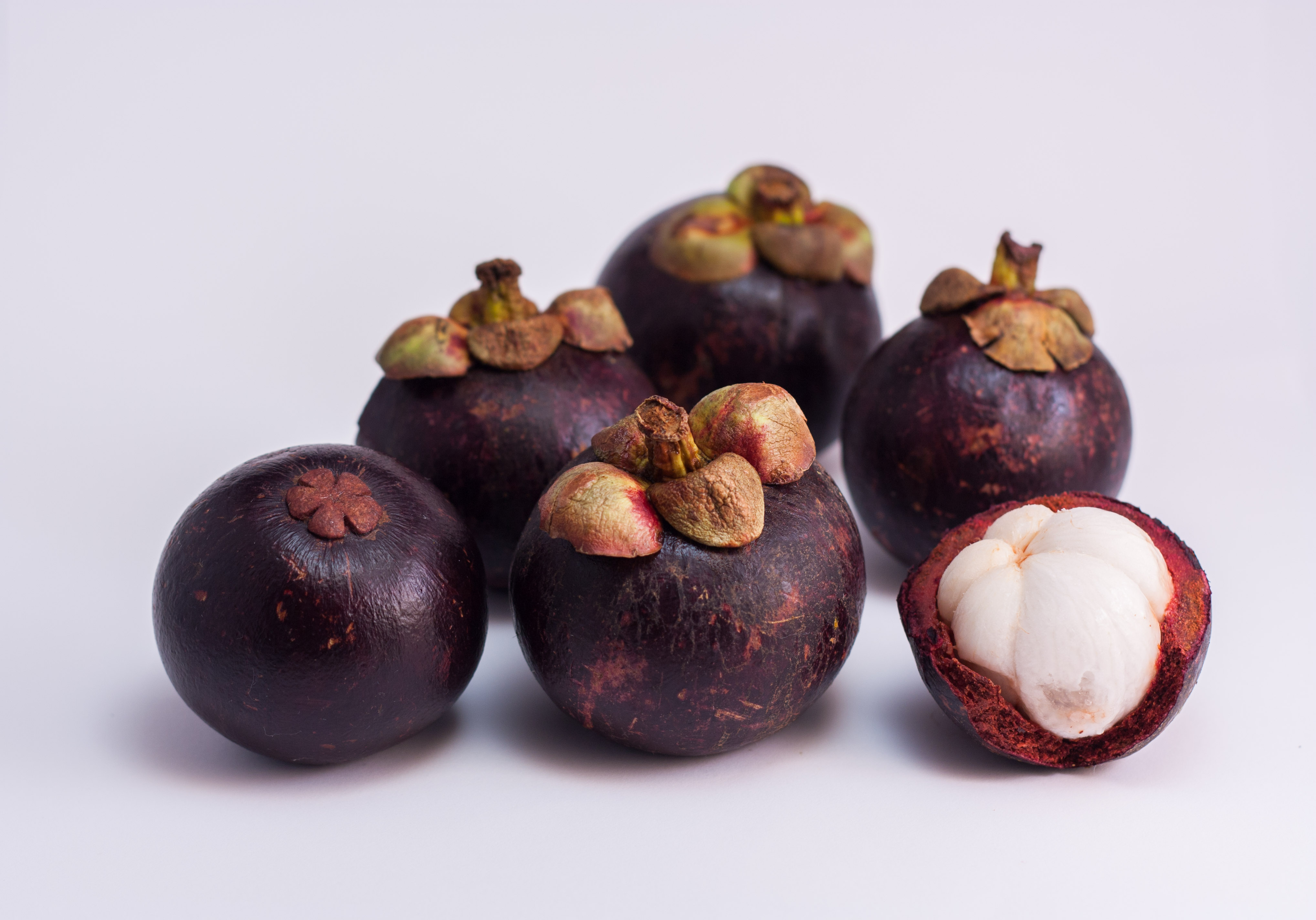
Măng cụt vỏ tím

## Thành phần hóa học

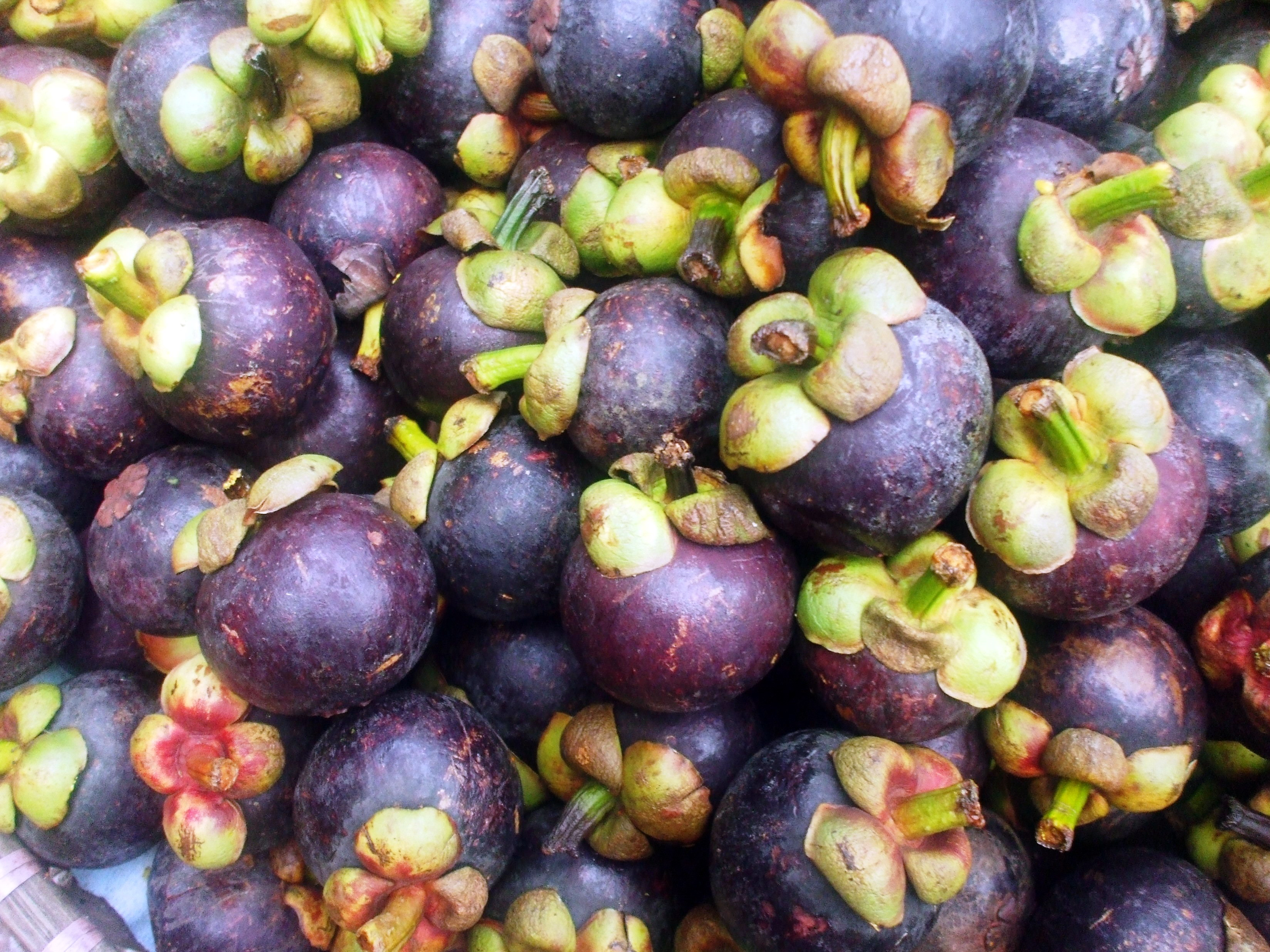
Măng cụt được trồng nhiều tại Việt Nam

Áo hạt măng cụt không thấy được khảo cứu. Phần lớn các công tác đều hướng về vỏ quả. Thành phần chính đã được xác định là một loạt xanthon mà những chất chính là mangostin, a-mangostin, b-mangostin, g-mangostin, các isomangostin, normangostin, bên cạnh trioxyxanthon, pyranoxanthon, dihydroxy methyl butenyl xanthon, trihydroxy methyl butenyl xanthon, pyrano xanthenon. Các garcinon A, B, C, D, E, mangostinon, garcimangoson A, B, C, gartanin, egonol, epicatechin, procyanidin từ măng cụt nguồn gốc Việt Nam, benzophenon glucosid tuy số lượng ít cũng đã được tìm ra. Cũng có một vài bản báo cáo trình bày thành phần hóa học của lá măng cụt. Bên cạnh protein (7,8 %), tanin (11,2 %), đã được xác định là các trihydroxy methoxy methyl butenyl xanthon, ethyl methyl maleimid glucopyranosid, cùng các triterpenoid như cycloartenol, friedlin, b-sitosterol, betulin, mangiferadiol, mangiferolic acid, cyclolanostendiol, hydroxy cyclolanostenon. Từ ruột thân cây, tetrahydroxy xanthon và dẫn xuất O-glucosid của nó cùng pentahydroxy xanthon, maclurin, cũng đã được tìm ra. Còn tử y (?) thì chứa đựng mangostin, các calaba xanthon, dihydroxy và trihydroxy dimethyl allyl xanthon.
Các hợp chất polysaccharide và xanthone được tìm thấy trong quả, lá và lõi gỗ của măng cụt. Trái cây chín hoàn toàn chứa xanthone, garthanin, 8-disoxygartanin và normangostin.

## Hàm lượng dinh dưỡng
Phần thịt là phần màu trắng của quả có chứa hương vị nhẹ nhàng nên người ta rất thích ăn nó. Tuy nhiên, khi được phân tích cụ thể về hàm lượng các chất dinh dưỡng thiết yếu, măng cụt khá nghèo dinh dưỡng vì tất cả các chất dinh dưỡng được phân tích có tỷ lệ thấp theo Khẩu phần ăn uống tham khảo (xem bảng đối với xi-rô trái cây đóng hộp, Cơ sở dữ liệu dinh dưỡng của USDA; lưu ý rằng giá trị dinh dưỡng đối với trái cây tươi có thể khác nhưng chưa được xuất bản bởi một nguồn uy tín).

## Công dụng

### Y học cổ truyền
Các bộ phận khác nhau đã được sử dụng trong y học cổ truyền từ lâu, hầu hết là ở Đông Nam Á; nó có thể đã được sử dụng để điều trị nhiễm trùng da, vết thương, kiết lỵ, nhiễm trùng đường tiết niệu và các bệnh về đường tiêu hóa, mặc dù không có bằng chứng lâm sàng chất lượng cao cho bất kỳ tác dụng nào trong số này.
Trái cây sấy khô được chuyển đến Singapore để chế biến làm thuốc chữa các bệnh như kiết lỵ, bệnh da liễu và các bệnh nhỏ khác ở một số quốc gia trên khắp châu Á. Không có bằng chứng đáng tin cậy nào cho thấy nước ép măng cụt, nước ép, vỏ hoặc chất chiết xuất từ măng cụt có tác dụng điều trị bệnh cho người.

#### Tác dụng dược lý
Theo Đông y, vỏ quả măng cụt có vị chua chát, tính bình, đi vào hai kinh phế và đại tràng, có công năng thu liễn, sáp trường, chi huyết, dùng trị tiêu chảy, ngộ độc chất ăn, khi bệnh thuyên giảm thì thôi, dùng lâu sinh táo bón. Cách thức dùng tương đối dễ: bỏ vỏ quả măng cụt khô (60g) vào nước (1.200 ml), có thể thêm hạt mùi (5g), hạt thìa lìa (5g), rồi đun sôi, sắc kỹ cho cạn chừng một nửa, uống mỗi ngày 2 lần, mỗi lần 120 ml. Nếu là người lớn, đau bụng, có thể thêm thuốc phiện.
Những công tác khảo cứu mới cho biết những tính chất của vỏ trái: nhờ chất epicatechin, nó chống oxi hoá; nhờ những flavonoid, nó ức chế hoạt động sản xuất acid của trùng Streptococcus mutans GS-5. Bên phân garcinon E thì có tính chất độc hại cho các tế bào gan, phổi, dạ dày.
Trong số các xanthon, hoạt chất được khảo cứu sâu rộng nhất là những mangostin. Chúng có tác dụng mạnh lên các vi khuẩn Staphylococcus aureus ở nồng độ 7,8 µg/ml, lên các nấm Fusarium oxysporum vasinfectum, Alternaria tenuis, Dreschlera oryzae, Trichophyton mentagrophytes, Microsporum gypseum, Epidermophyton floccosum ở nồng độ 1 µg/ml, Mycobacterium tuberculosis ở nồng độ 6,25 µg/mL. Đem thử trên heo và chuột, nó có khả năng ức chế hệ thống phân vệ tế bào bám dính miễn dịch. Đặc biệt a-mangostin ức chế Bacillus subtilis ở nồng độ 3,13 µg/ml, Staphylococcus aureus NIHJ 209p chịu đựng methicillin ở nồng độ 1,57 µg/ml, tác dụng tăng cường nếu cho thêm vào vannomycin. g-mangostin thì chống sự oxy hóa lipid, ức chế sự sản xuất nitrit từ lipopolysaccharid do các tế bào đại thực gây ra. Cả hai a- và g-mangostin đều có tính chất chống dị ứng; thuốc viên rất hiệu nghiệm trên các bệnh nhân bị chứng sổ mũi mùa. Cả hai ức chế sự co của động mạch chủ trên ngực thỏ đã bị histamin và serotonin tác động. Nói chung, cả hai đều là những chất đối kháng thiên nhiên tác dụng của histamin, tức là những tác nhân điều trị đác lực những bệnh biến dị ứng. Hai chất nấy, chiết xuất từ măng cụt nguồn gốc Việt Nam, lại có khả năng khử gốc, kháng oxy hóa. Một phần chiết măng cụt gồm có mangostin và g-mangostin ức chế HIV-1 protease (IC50=5,12 và 4,81µM). 
Đứng về mặt ứng dụng, măng cụt được dùng trong thuốc tẩy, thuốc đánh răng, mỹ phẩm có tính chất kháng vi sinh vật. Một chất xanthon trộn lẫn với gartanin hay ergonol ức chế Helicobacter pylori đã được dùng để chữa ung thư, loét hay viêm dạ dày. a-mangostin có công hiệu trên Helicobacter pylori ở nồng độ 1,56 µg/ml (38). a- và g-mangostin ức chế glucosyl transferase phát xuất từ trùng sâu răng Streptococcus sobrinus và collagenase do vi khuẩn viêm lợi Porphyromonas gingivalis gây chảy mũi nên được dùng trong thuốc đánh răng, có khả năng ngừa chặn sâu răng và mảng răng. Mangosten được trộn với nhiều hóa chất khác như cetyl alcool, cetyl phosphat, dimethicon, eicosen, disodium, magnesium stearat, dipropylen glycol, triethanolamin,... để làm một loại thuốc bảo vệ chống ánh nắng mặt trời. Nhờ tính chất ức chế hoạt động phosphodiesterase, ở nồng độ 50 µg/ml trong một dung dịch 5% dimethyl sulfoxyd, nó được dùng để làm thuốc kích thích tiêu mỡ. Sau cùng, cũng nên biết để trái măng cụt tránh bị rám nâu khi tích trữ trong tủ lạnh, nó cần phải được lắc lay một phút trong một dung dịch 0,25% calcim chlorid + 0,5% citric acid.

### Thuốc nhuộm tự nhiên
Chiết xuất từ vỏ măng cụt được sử dụng ở Indonesia như một nguồn thuốc nhuộm tự nhiên để tạo màu dệt; để có được màu nâu, nâu sẫm, tím đến đỏ, đặc biệt được áp dụng trong vải dệt tenun ikat và batik truyền thống.

### Công dụng khác
Cành măng cụt đã được sử dụng làm que nhai ở Ghana và gỗ đã được sử dụng để làm giáo và đồ gỗ ở Thái Lan. Vỏ của quả măng cụt cũng được sử dụng để thuộc da ở Trung Quốc.

## Tiếp thị
Măng cụt tươi chỉ được bán trên thị trường trong thời gian ngắn từ sáu đến mười tuần do tính chất theo mùa của nó. Nó chủ yếu được trồng bởi các hộ nhỏ và bán tại các quầy trái cây ven đường. Nguồn cung không thường xuyên, thiếu hụt dẫn đến biến động giá cả trong suốt mùa vụ và qua các năm. Ngoài ra, không có hệ thống đánh giá hoặc phân loại chất lượng sản phẩm tiêu chuẩn nên làm cho việc giao thương quốc tế của loại trái cây này trở nên khó khăn. Măng cụt vẫn còn hiếm ở các chợ phương Tây mặc dù sự phổ biến của nó ngày càng tăng và thường được bán với giá cao.